# Anastoechus smirnovi
Anastoechus smirnovi är en tvåvingeart som beskrevs av Paramonov 1926. Anastoechus smirnovi ingår i släktet Anastoechus och familjen svävflugor. Inga underarter finns listade i Catalogue of Life.